# Calle Fulton (Manhattan)
La calle Fulton (en inglés: Fulton Street) es una calle de Manhattan, en Nueva York. Está situada en el  Distrito Financiero, algunas calles al norte de Wall Street. Se extiende entre West Street cerca del World Trade Center y South Street, a la altura del South Street Seaport. Tanto las dos cuadras más occidentales de la vía como las más orientales son peatonales.
La calle tiene una arquitectura Beaux-Arts con muchos edificios que datan de la Edad Dorada o poco después. Los edificios de inicios del siglo XIX ubicados en la parte sur de la cuadra más oriental son llamados Schermerhorn Row y están colectivamente listados en el Registro Nacional de Lugares Históricos.

## Historia
Partidos de cricket regulares se llevaron a cabo cera del actual mercado Fulton en 1780 cuando el ejército británico se acuarteló en Manhattan durante la revolución estadounidense.
La calle en sí misma estaba originalmente dividida en dos partes separadas por Broadway. La parte oriental se llamó Fair Street y la occidental, Partition Street. En 1816, ambas calles fueron llamadas Fulton, en honor a Robert Fulton, un ingeniero que se hizo famoso por su invención del del barco de vapor en 1809. Los ferries que cruzaban el río Este conectaban esta calle con su homónima en Brooklyn. Considerando el ferry, la Calle Fulton era una calle continua entre Manhattan y Brooklyn que empezaba en la isla y, luego del ferry, continuaba su recorrido a través de lo que es hoy la Old Fulton Street, Cadman Plaza West, y la explanada pedestre al lado este del Brooklyn Borough Hall.
El Fulton Fish Market estuvo ubicado cerca al Puerto Marítimo de South Street hasta el 2005, cuando se mudó a Hunts Point en El Bronx.
En agosto del 2013, partes de la calle fueron excavadas para instalar tuberías principales de agua. Durante éstas se encontraron 100 botellas vacías de licor del siglo XVIII usadas como parte de un relleno para extender la calle al río Este.
La calle Fulton da nombre a una estación del metro de Nueva York por la que transitan diversas líneas, sobre todo en dirección a Brooklyn. Así, las rutas A y C de la línea de la Octava Avenida, las rutas 4 y 5 de la línea de la Avenida Lexington, las rutas 2 y 3 de la línea de la Séptima Avenida-Broadway y las rutas J, M y Z de la línea de la Calle Nassau pasan por la calle Fulton. Los trabajos para la construcción de una estación común para todas las rutas, bautizada Fulton Street Transit Center, financiada por la ciudad se deberían terminar en 2014.